# 2000 JA65
2000 JA65 är en asteroid i huvudbältet som upptäcktes den 5 maj 2000 av LINEAR i Socorro County, New Mexico.
Asteroiden har en diameter på ungefär 32 kilometer och den tillhör asteroidgruppen Hilda.